# (10483) Tomburns
(10483) Tomburns (1983 RP2) – planetoida z pasa głównego asteroid okrążająca Słońce w ciągu 3,43 lat w średniej odległości 2,27 j.a. Odkryta 4 września 1983 roku.